# French Broad River
Der French Broad River ist der 376 km lange linke Quellfluss des Tennessee Rivers in North Carolina. Im Zusammenfluss mit dem Holston River bildet er ab Knoxville den Tennessee River. Er ist einer der beiden breiten Flüsse im Westen von North Carolina und befand sich ursprünglich auf französischem Territorium. Der zweite große Fluss, auf englischem Gebiet, wurde English Broad River (heute nur mehr Broad River) genannt.
Der Fluss entspringt in den Blue Ridge Mountains auf der Westseite der östlichen nordamerikanischen Wasserscheide und fließt dann Richtung Nordwesten. Er durchquert dabei einen Appalachen-Hauptkamm. Daraus lässt sich schließen, dass der Fluss schon vor der Entstehung des Gebirges existierte und die allmähliche Hebung durch weitere Eintiefung kompensieren konnte. Der Fluss ist ein raschfließender Gebirgsfluss, der für Wassersportarten wie Kajakfahren oder Rafting genutzt wird.
Größter Ort am Fluss ist Asheville, wo dieser den Swannanoa River aufnimmt.
Am Unterlauf des Flusses befindet sich der Douglas Damm, der zur Tennessee Valley Authority (TVA) gehört, einem Verbund von Fluss-Kraftwerken, der während des Zweiten Weltkrieges eingerichtet wurde, um die Energie für die Urananreicherung (für den Atombombenbau) in Oak Ridge zu liefern.
Ein Stück vor dem Zusammenfluss befindet sich das Naturschutzgebiet Seven Islands.

## Orte am Fluss
- Rosman
- Brevard
- Pisgah National Forest
- Horse Shoe
- Asheville
- Marshall (North Carolina)
- Walnut (North Carolina)
- Hot Springs (North Carolina)
- Dandridge